# Horsepower

Horsepower ist eine Maßeinheit aus dem angloamerikanischen Maßsystem für die Größe Leistung mit dem Einheitenzeichen hp.
Sie ist ursprünglich definiert über eine Masse von 33.000 angloamerikanischen Pfund, die um eine Höhe von einem Fuß in einem Zeitraum von einer Minute angehoben wird. Dies entspricht einer Leistung von fast exakt 745,7 Watt. Der Begriff Horsepower lässt sich zwar mit Pferdestärke übersetzen, der angloamerikanische Begriff Horsepower (genauer auch Mechanical Horsepower oder Imperial Horsepower) und der deutsche Begriff Pferdestärke (im Englischen genauer Metric Horsepower) sind aber leicht unterschiedliche Maßeinheiten: die Pferdestärke entspricht knapp 735,5 Watt.

## Definition
Ein Horsepower ist definiert als:
{\displaystyle {1}\,{\mathrm {hp} }={\frac {33000\,\mathrm {lb} \cdot g\cdot \mathrm {ft} }{\mathrm {min} }}={\frac {550\,\mathrm {lb} \cdot g\cdot \mathrm {ft} }{\mathrm {s} }}\,},
wobei g die Erdbeschleunigung (Verhältnis Gewicht:Masse) ist. Verwendet man die seit 1901 international gültige Normfallbeschleunigung g0, so ergibt sich mit der seit 1959 gültigen Umrechnung der Einheiten Fuß in Meter und Pfund in Kilogramm:
{\displaystyle {1}\,\mathrm {hp} ={\frac {550\,\mathrm {lb} \cdot \mathrm {ft} }{\mathrm {s} }}\cdot {\frac {9{,}80665\,\mathrm {m} }{\mathrm {s} ^{2}}}=745{,}699\,871\,582\,270\,22\;\mathrm {W} \,.}

## Umrechnung in andere Maßeinheiten
| hp             | W     | kp·m/s  | PS     | BTU/s   | kcal/s  |
| -------------- | ----- | ------- | ------ | ------- | ------- |
| 1              | 745,7 | 76,0402 | 1,0139 | 0,70678 | 0,17811 |
| Quellenangabe: |       |         |        |         |         |

## Geschichte
Thomas Savery, der Anfang des 18. Jahrhunderts eine frühe Form der Dampfmaschine erfunden hatte, soll als erster den Begriff Horsepower verwendet haben. Als Definition gab er an, dass eine Dampfmaschine, die in einem bestimmten Zeitraum die Arbeit von zwei Arbeitspferden verrichten kann, eine Leistung von 10 Horsepower habe, da die Dampfmaschine, anders als Arbeitspferde, dauerhaft arbeiten könne; um dauerhaft die Leistung von zwei Arbeitspferden zu erbringen, müsse man, so Savery, mindestens zehn Arbeitspferde vorhalten. James Watt, der die moderne Dampfmaschine erfunden hat, hat anscheinend den Begriff Horsepower von Savery übernommen. Watt legte zur Definition des Horsepowers die Maßeinheit Fußpfund pro Minute zugrunde.
Es gibt unterschiedliche Darstellungen, wie Watt bestimmte, welche Leistung ein Pferd erbringen kann. Eine Darstellung besagt, dass Watt Arbeitspferde der Brauerei Barclay & Perkins mit einem über eine Umlenkrolle gespannten Seil ein Gewicht aus einem Loch anheben ließ. Watt stellte fest, dass ein Gewicht mit einer Masse von 100 angloamerikanischen Pfund angehoben werden konnte, während ein Pferd mit einer Geschwindigkeit von 2,5 Meilen pro Stunde lief. Dies entspricht 22.000 Fußpfund pro Minute. Watt erhöhte diesen Wert um 50 % auf 33.000 Fußpfund pro Minute, um mögliche Reibungsverluste zu kompensieren und die Leistungswerte seiner Dampfmaschinen zu schönigen. Eine andere Darstellung besagt, dass Watt maß, wie oft ein Arbeitspferd, das eine Zugkraft von 180 angloamerikanischen Pfund aufbringen konnte, einen Göpel mit einem Durchmesser von 24 Fuß in der Stunde drehen konnte. Watt stellte fest, dass ein Arbeitspferd den Göpel 144-mal in der Stunde drehen konnte. Dies entspricht 32.572 Fußpfund pro Minute, was Watt auf 33.000 Fußpfund pro Minute aufrundete.
Beim internationalen Elektrikerkongress 1889 in Paris wurde erstmals die Empfehlung ausgesprochen, auf breiter Basis Horsepower durch besser geeignete Maßeinheiten der Leistung wie Watt und Kilowatt zu ersetzen. Die internationale elektrotechnische Kommission in Turin und die Standardisierungskommission des amerikanischen Instituts der Elektrotechnikingenieure empfahlen jeweils 1911, Horsepower endgültig durch Kilowatt zu ersetzen. In der Elektrotechnik wird daher seit dem frühen 20. Jahrhundert Watt bzw. Kilowatt als Maßeinheit der Leistung verwendet. Bei Maschinen, die mechanische Arbeit verrichten, insbesondere Verbrennungskraftmaschinen, wird hingegen noch heute im englischsprachigen Sprachraum Horsepower verwendet.

## Unterschied zur Pferdestärke
33.000 Fußpfund pro Minute entspricht 550 Fußpfund pro Sekunde. Der Name Horsepower wurde in verschiedene Sprachen übertragen, wobei in den jeweiligen Definitionen nicht immer 550 Fußpfund pro Sekunde herangezogen wurde. Die Werte schwankten auch wegen der nicht einheitlichen Definitionen der Einheiten Fuß und Pfund zwischen etwa 430 und 600 Fußpfund pro Sekunde. Mit der Einführung des metrischen Systems wurde eine Pferdestärke in vielen Staaten mit dem Heben von  75 Kilogramm um 1 Meter in 1 Sekunde festgelegt, während sich im angloamerikanischen Sprachraum weiterhin die Definition von 550 Fußpfund pro Sekunde hielt. Deshalb ist ein Horsepower rund 10 Watt größer als eine Pferdestärke. Zur Unterscheidung wird im Englischen auch von imperial horsepower oder mechanical horsepower, für Pferdestärke jedoch von metric horsepower gesprochen.
Die Einheitenzeichen im englischsprachigen und deutschsprachigen Raum sind hp für Horsepower und PS für Pferdestärke.

## Definitionsschwäche
Ein Schwachpunkt der historischen Definition der Einheit Horsepower ist die unklare Definition der Fallbeschleunigung bzw. Gravitation. Ein Fußpfund ist nur über die Erdgravitation mit der Arbeit verknüpft. Die Gravitation ist jedoch von mehreren Faktoren wie Breitengrad und Höhe abhängig. Dieses Problem bestand für James Watt zunächst nicht, da er annehmen konnte, dass die Gravitation auf der Erde ungefähr überall gleich groß ist und da er ohnehin keine solche Präzision benötigte.
Da ein Horsepower ungefähr 746 Watt entspricht, wurde häufig der 50. Breitengrad auf Meeresspiegelniveau als Bezugspunkt herangezogen, weil sich dort mit 550 lb fast exakt 746 W/hp ergeben (Abweichung ca. 10−5). Mit der etwas geringeren Normfallbeschleunigung muss die Masse 550,22 angloamerikanische Pfund betragen, damit sich die gleiche Leistung ergibt.
Geht man davon aus, dass die Gravitation des 50. Breitengrades auf Meeresspiegelhöhe als Bezugspunkt gewählt wird, so müsste die gehobene Masse beim Horsepower wie folgt an den Ort angepasst werden:
| Höhe über dem Meeresspiegel | Breitengrad | Breitengrad | Breitengrad | Breitengrad | Breitengrad |
| Höhe über dem Meeresspiegel | 0°          | 30°         | 45°         | 60°         | 90°         |
| --------------------------- | ----------- | ----------- | ----------- | ----------- | ----------- |
| 0 ft                        | 551,7 lb    | 550,97 lb   | 550,24 lb   | 549,52 lb   | 548,79 lb   |
| 5000 ft (ca. 1500 m)        | 551,86 lb   | 551,13 lb   | 550,41 lb   | 549,68 lb   | 548,95 lb   |
| 10000 ft (ca. 3000 m)       | 552,03 lb   | 551,30 lb   | 550,57 lb   | 549,85 lb   | 549,12 lb   |
| Quellenangabe:              |             |             |             |             |             |

Um dieses Definitionsproblem zu umgehen, wurde bereits auf dem Internationalen Elektrikerkongress in Paris 1889 und wiederholt 1911 vorgeschlagen, Watt bzw. Kilowatt zu verwenden, da es in der Definition des Watts keine Ortsabhängigkeit gibt. Man hatte 1901 auf der Generalkonferenz für Maß und Gewicht die bereits weit verbreiterte Normfallbeschleunigung von 9,80665 Meter pro Quadratsekunde festgelegt. Unter Beibehaltung der Masse von 550 angloamerikanischen Pfund wurde zwar von der ursprünglichen Definition abgewichen, aber eine Vergleichbarkeit erzielt.

## Varianten nach Zweck
Je nach Einsatzzweck gibt es verschiedene Angabemöglichkeiten der Horsepower. Sie unterscheiden sich nicht in der Definition der Maßeinheit Horsepower, sondern darin, an welcher Stelle einer Maschine die Leistung gemessen beziehungsweise wie sie errechnet wird. Am gebräuchlichsten sind:
- Nominal Horsepower (nominelle Leistung); (nhp): Ungefähre Leistung einer Dampfmaschine, wird anhand der Zylindergröße und der Kolbengeschwindigkeit errechnet. Bei einem Dampfdruck von 7 lbf·in−2 (48 kPa) entspricht dies etwa der effektiven Leistung.
- Indicated Horsepower (indizierte Leistung) (hpi): ähnlich wie vor anhand verschiedener Kenngrößen errechnete theoretische Leistung von Kolbenmaschinen und Pumpen ohne Berücksichtigung der Verluste und Nebenaggregate.
- Brake Horsepower (bhp, hp): Auf Deutsch: Bremsleistung, ist die mit einem Bremsenprüfstand an einer bestimmten Stelle eines Motors oder an einer Maschine, z. B. an der Kurbelwelle, der Abtriebswelle des Getriebes, der Antriebsachse oder den Antriebsrädern eines Fahrzeuges mittels Bremse (Bremsmoment)[Anm. 2] und Drehzahlmesser gemessene Leistung. Sie wird oft als die an der Kurbelwelle gemessene Leistung bei Kraftfahrzeugmotoren angegeben und wurde vor allem in den USA vor 1972 verwendet.
- Shaft Horsepower (Wellenleistung bzw. effektive Leistung) (shp, hpe, eshp): An der Getriebeausgangswelle eines an die Maschine angeflanschten Getriebes gemessene Leistung.

## Andere Maßeinheiten mit ähnlichen Namen
Es gibt weitere Maßeinheiten, in deren Namen der Begriff „Horsepower“ vorkommt, die aber anders als Horsepower definiert sind:
- Pferdestärke (PS): Maßeinheit der Leistung. Basiert ebenfalls auf Masse, Länge und Zeit. Anstelle von 550 angloamerikanischen Pfund und einem Fuß werden 75 Kilogramm und ein Meter zugrunde gelegt.
- Electric Motor Horsepower: Maßeinheit der Leistung; entspricht je nach Definition Horsepower oder Pferdestärke
- Drawbar Horsepower: Maßeinheit der Leistung; entspricht 375 mit Normalfallbeschleunigung beschleunigten angloamerikanischen Pfund über eine Länge von einer Landmeile innerhalb eines Zeitraumes von einer Stunde (375 lbf·mi·h−1) und ist somit einem Horsepower gleich.
- RAC Horsepower: Ein Maß für die Besteuerung von Kraftfahrzeugen. RAC Horsepower wurde anhand der Zylinderbohrung und Zylinderanzahl bestimmt und hat daher keinen Bezug zur physikalischen Leistung.
- Hydraulic Horsepower: Maßeinheit der Leistung; ein Maß für die auf eine Flüssigkeit übertragene kinetische Energie pro Zeitspanne bei 100 % Pumpenwirkungsgrad. Definiert als Masse von einem angloamerikanischen Pfund pro Quadratzoll multipliziert mit der Normalfallbeschleunigung und der Flussrate von einer US-amerikanischen Flüssiggallone pro Minute geteilt durch 1714 (1 lbf·in−2·US gal·1714−1). Entspricht ungefähr einem Horsepower.
- Air Horsepower: Maßeinheit der Leistung; wie Hydraulic Horsepower, aber mit Luft anstelle einer Flüssigkeit
- Boiler Horsepower: Maßeinheit für thermische Leistung; entspricht der Leistung, die notwendig ist, um bei einer Temperatur von 212 °F Wasser mit einer Masse von 34,5 angloamerikanischen Pfund innerhalb einer Stunde vollständig zu verdampfen. Gleicht 9,3 British thermal units pro Sekunde oder 13,16 Horsepower.